# S-300V
L'S-300V (in cirillico: С-300B, nome in codice NATO: SA-12a Gladiator / SA-12b Giant), anche noto come Antey-300, è un sistema missilistico di difesa aerea di origine sovietica sviluppato negli anni '80 dalla Antey, parallelamente alla serie S-300P, ed entrato in servizio presso le forze armate sovietiche nel 1988.
Progettato per le specifiche esigenze delle forze terrestri, sostituisce il precedente sistema Krug nei compiti di difesa aerea contro velivoli ad ala fissa e rotante, missili da crociera e balistici elevando la gittata d'ingaggio a 75–100 km a seconda del tipo di bersaglio. Sono state sviluppate due versioni distinte: una ottimizzata per la difesa aerea (nome in codice NATO: SA-12a Gladiator) equipaggiata con quattro missili 9M83 ed una in funzione ABM (nome in codice NATO: SA-12b Giant) equipaggiata invece con una coppia di missili 9M82.
Costantemente aggiornato nel corso della sua vita operativa, nel 1998 è stata resa disponibile una versione ulteriormente aggiornata denominata in patria S-300VM Antey-2500 (nome in codice NATO: SA-23a Gladiator/SA-23b Giant) succeduta poi dalle versioni S-300VM1 e VM2. L'ultima versione, in ordine cronologico, risulta essere la S-300V4 conosciuta all'estero come S-300VMD.
Al 2021, gli S-300V in servizio presso le forze terrestri della Federazione Russa risultano aggiornati allo standard S-300V4 ed operano in modo integrato con i sistemi Buk-M3, S-350, S-400 ed S-500.

## Storia

### Sviluppo
Lo sviluppo di un missile aria-superficie "universale", in grado di contrastare sia i velivoli, sia i veicoli di rientro dei missili balistici, venne intrapreso dall'ingegner V.P. Efremov della Antey alla fine degli anni sessanta. Questo sistema entrò in servizio con le forze armate sovietiche a partire dal 1985, diventando pienamente operativo l'anno seguente sostituendo i vecchi SA-4 Ganef. Complessivamente, ne furono sviluppate due versioni: una più piccola, in funzione antiaerea, mentre l'altra, più pesante, come antimissile. Nonostante siano entrambe note in Occidente come SA-12, le due versioni hanno ricevuto dei nomi in codice NATO diversi (Gladiator la prima e Giant la seconda).

## Caratteristiche
Il sistema S-300V, così come le sue successive versioni, è costituito da due versioni dalle caratteristiche divergenti.

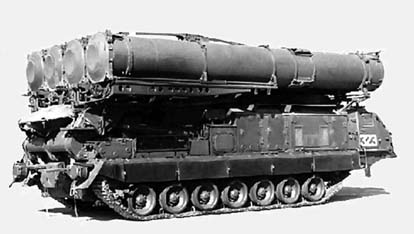
Un SA-12A con i tubi abbassati.

La versione denominata in codice NATO SA-12A Gladiator è stata progettata per espletare compiti di difesa aerea contro un'ampia gamma di bersagli aerodinamici. Il veicolo di lancio è in grado di trasportare 4 tubi, che vengono elevati verticalmente al momento del lancio.
La versione denominata in codice NATO SA-12B Giant, invece, è di dimensioni maggiori della precedente ed ha come compito primario il contrasto di missili balistici tattici. Il veicolo di lancio, in questo caso, è in grado di portare solo due tubi, con un funzionamento identico a quello dell'SA-12A.

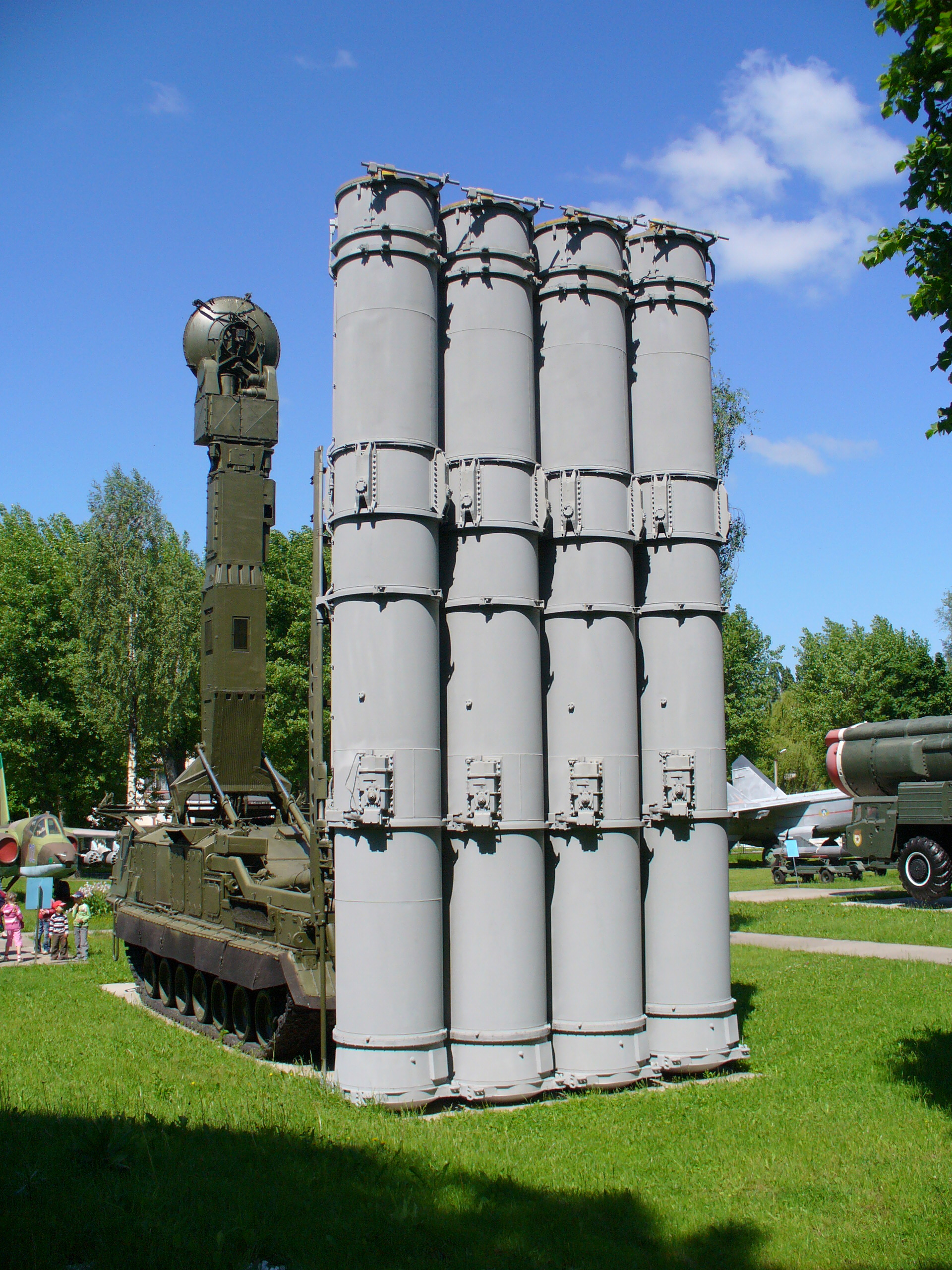
Un S-300V/SA-12A Gladiator con i quattro tubi in elevazione.

Il veicolo di comando è supportato direttamente da due radar: Bill Board e High Screen. Questo complesso è in grado di individuare fino a 200 bersagli, inseguirne 70 e comunicare la posizione di 24 di questi ai quattro radar Grill Pan della brigata.
Da alcuni test effettuati nel 1993-1995, è emerso che questi missili hanno una probabilità di colpire un missile balistico tattico compresa tra il 90 ed il 100%. Le prove sono state condotte contro SS-1 Scud B modificati, in modo da simulare le armi utilizzate da Saddam Hussein nella guerra del golfo.

## Impiego operativo
Gli S-300V furono immessi in servizio nelle forze sovietiche al ritmo di tre-quattro battaglioni l'anno. Complessivamente, ne sono stati costruiti diverse centinaia, e ne esiste una copia cinese chiamata HQ-18.
Attualmente, la Russia è il maggior utente di questi sistemi, con circa 200 esemplari tra reggimenti e brigate della difesa aerea.

## Composizione
Un sistema S-300V è solitamente composto dai seguenti elementi:
- 1 stazione comando 9S457;
- 1 radar per la scansione del settore 9S19 "High Screen";
- 1 radar per la sorveglianza 9S15 "Bill Board";
- 1 radar multicanale per la guida dei missili 9S32 "Grill Pan";
- 1 veicolo (TELAR) di lancio per i missili (9A82 per i Giant e 9A93 per i Gladiator);
- 1 traino (LLV) per i veicoli di lancio (9A84 per i Giant e 9A85 per i Gladiator);
- missili antiaerei (9M82 per i Giant e 9M83 per i Gladiator)[4].

## Versioni
S-300V Antey-300 (SA-12a Gladiator / SA-12b Giant): versione originale del sistema, entrata in servizio nel 1988. Gittata: 100 km.
S-300VM Antey-2500 (SA-23a Gladiator/SA-23b Giant): versione aggiornata dell'Antey-300 entrata in servizio nel 1998. Gittata: 250 km
S-300VM1: versione aggiornata del S-300VM
S-300VM2: versione aggiornata del S-300VM1
S-300V4: versione aggiornata in servizio dal 2014. Gittata: 400 km.
S-300VMD Antey-4000: versione da esportazione dell'S-300V4. Gittata: 350 km.

## Utilizzatori

### Presenti
Russia
Suchoputnye vojska
Al 2012, 185 S-300V4 in servizio

### Passati
Unione Sovietica
Sovetskaja Armija